# Možđenec
Možđenec – wieś w Chorwacji, w żupanii varażdińskiej, w mieście Novi Marof. W 2011 roku liczyła 677 mieszkańców.